# 作疃镇
作疃镇，原为作疃乡，是中华人民共和国山西省大同市广灵县下辖的一个乡镇级行政单位。2021年4月，撤乡设镇。

## 行政区划
作疃镇下辖以下地区：
作疃东堡村、作疃西堡村、作疃南庄村、将官庄村、大西庄村、憨崖洼村、唐山口村、百疃东堡村、百疃西堡村、百疃南庄村、贺窑村、平城北堡村、宋窑村、邱家滩村、平城南堡村、杨窑村、苑庄村、苑西庄村、曹窑村和井之洼村。